# 최주은 (가수)
최주은은 대한민국의 CCM 가수이다. 2022년 싱글 《뭇별》로 데뷔했다.

## 방송
- 가스펠스타C 6 (2016) - Top10
- 씨씨엠스타 7 (2021) - 대상

## 음반
- 가스펠스타C 시즌6 (2017)
- 뭇별 (2022)
- 하늘거북 (2022)